# Mankranso

Mankranso är en ort i västra Ghana. Den är huvudort för distriktet Ahafo Ano South, och folkmängden uppgick till 5 374 invånare vid folkräkningen 2010.